# إدوارد أزوباردي
إدوارد أزوباردي (بالإنجليزية: Edward Azzopardi)‏ هو مدرب كرة قدم ولاعب كرة قدم مالطي في مركز الدفاع، ولد في 13 ديسمبر 1977 في الربط في مالطا. شارك مع منتخب مالطا تحت 21 سنة لكرة القدم ومنتخب مالطا لكرة القدم. أما مع النوادي، فقد لعب مع نادي فاليتا ونادي هيبرنيانز.

## وصلات خارجية
- إدوارد أزوباردي على موقع قاعدة بيانات كرة القدم.إي يو (الإنجليزية)
- إدوارد أزوباردي على موقع ناشيونال فوتبول تيمز (الإنجليزية)
- إدوارد أزوباردي على موقع عالم كرة القدم.نت (الإنجليزية)